# کپوردندان گنو
کپوردندان گنو (نام علمی: Aphanius ginaonis) نام یک گونه از سرده کپوردندان است. این گونه منحصر به چشمه آب‌گرم گنو در استان هرمزگان است. گونه‌ایست تخم‌گذر و از سیانوباکترها و لارو حشرات تغذیه می‌کند.